# Carlo Alleva
Carlo Alleva (Lacedonia, 5 settembre 1932 – Avellino, 9 gennaio 1993) è stato un pittore italiano.
Attivo soprattutto in Italia e in Germania, dove sue opere (serie de "La via Crucis") sono conservate nello Stadtmuseum di Lindau.
Con l'opera la "Notte Nuda" del 1960 fissa i canoni del Neofigurativismo, movimento del quale sarà fondatore.
Sempre negli anni sessanta incontra Emilio Notte e Domenico Purificato e partecipa alla collettiva tenutasi all'Accademia Albertina di Torino.
Nel giugno 2004, dopo la sua scomparsa, gli è stata dedicata una retrospettiva antologica presso il Complesso Monumentale ex Carcere Borbonico di Avellino, con il patrocinio della Soprintendenza per i BAPPSAD (Beni Architettonici e per il Paesaggio, per il Patrimonio Storico, Artistico e Demoetnoantropologico) delle province di Avellino e Salerno,  del comune di Avellino e della Fondazione Alleva.

## Premi e riconoscimenti
- Alla fine degli anni sessanta, il suo periodo artisticamente più fecondo, sarà nominato membro dell'Accademia di San Luca di Roma, dell'Accademia dei Cinquecento, della Burckhardt Akademie, dell'Accademia Tiberina, dell'Accademia di Montecatini, cittadino onorario di Tortoreto e Presidente dell'Unione Artisti Europei.
- La sua opera "Il Calvario", conservata nella chiesa di Sant'Alfonso Maria de' Liguori di Avellino insieme alla "Natività di Cristo", sarà premiata al Primo Premio Internazionale "Grandi Composizioni" a Roma.
- Nel 1982 gli viene conferito a Bologna il titolo di Accademico d'Onore a Vita dell'Accademia di Lettere, Arti e Scienze.

## Curiosità
il padre di Carlo Alleva Romeo Alleva era originario di Ofena provincia dell'Aquila dove gli eredi conservano tuttora la casa nel centro storico e dove vive ed esercita il cugino Claudio Alleva scultore mosaicista